# Valle Antigorio

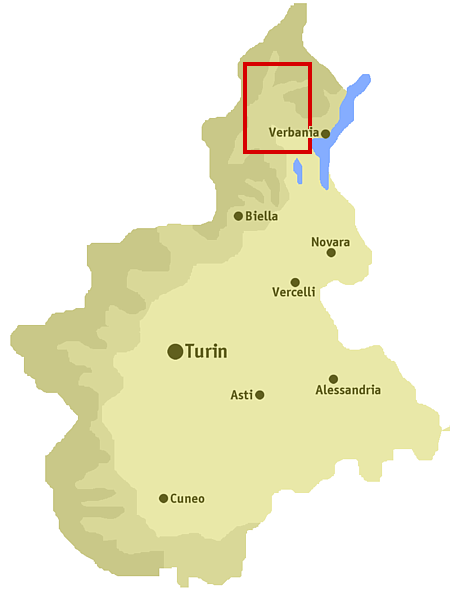
Die Region des Ossolatals im Piemont, Norditalien, mit dem Valle Antigorio im oberen Viertel des roten Rechtecks.

Das Valle Antigorio (auch Val Antigorio, dt. früher Eschental) ist ein Tal in der norditalienischen Region Piemont. Es erstreckt sich von Chioso in südlicher Richtung bis nach Domodossola. Die nördliche Talfortsetzung heißt Val Formazza, die Gesamtheit aller Talschaften Val d’Ossola.
Das Valle Antigorio wird vom Toce durchflossen. Es umfasst von Süd nach Nord die Gemeinden Crodo, Baceno und Premia. In Baceno zweigt Richtung Nordwest das Valle Dèvero ab, dessen oberster Teil der vielbesuchte Regionalpark Alpe Dèvero bildet. Zum Wandern gut erschlossen ist der Gletscherpark von Uriezzo.
Der Name des Tales hängt vermutlich mit dem Berggipfel Gorio (auch: Monte Forno) zusammen, der – von Süden gut sichtbar – den Grat zwischen Valle Dèvero und Valle Antigorio besetzt.
Im Valle Antigorio befinden sich zahlreiche Gneis-Steinbrüche, die unter dem regionalspezifischen Begriff Serizzo eine weltweite Bekanntheit erlangten. Die Gewinnung von Gneis, einem Hartgestein, ist eine der wichtigen wirtschaftlichen Grundlagen der Region und den angrenzenden Schweizer Gebieten. Mit dem Städtchen Crodo besitzt das Tal außerdem einen traditionsreichen Badeort mit warmen Quellen.